# Gilbert Agius
Gilbert Agius (Valletta, 1974. február 21. –) máltai labdarúgó. 
Összesen 451 mérkőzést játszott a Máltai Premier League-ben. A máltai Valletta FC csapatával 1992-ben, 1997-ben, 1998-ban, 1999-ben, 2001-ben, 2008-ban, 2011-ben és 2012-ben megnyerte a máltai bajnokságot. 2021 és 2022 között a máltai U21-es labdarúgó-válogatott vezetőedzője volt.

## Pályafutása

### Klubcsapatokban
Agius szülővárosa, a Valletta csapatkapitánya volt, és a máltai futballtörténelem egyik legismertebb és legelismertebb alakja. A Valletta-szurkolók hősként emlegették, mivel hűséges volt szülővárosa klubjához, ahol 1990 óta játszott, de a 2001–02-es szezon első felében egy rövid időszakot kölcsönben a Lega Pro Primában a Club Pisában. 7-es számú mezét visszavonultatták hűsége és a klubnak nyújtott nagyszerű szolgálatai miatt. Ő a legtöbb válogatottsággal rendelkező játékos és minden idők legtöbb gólt szerzője a Vallettában.
Háromszor is megkapta a Máltai Labdarúgó Szövetség Év játékosa díjat. Az elsőt 1996–97-ben, a másodikat a Valletta sikeres 2000–01-es szezonjában, a harmadikat 2006–07-ben kapta meg.
A 2007–08-as szezon elején az Enköpings SK-nál volt próbajátékon, de később úgy döntött, hogy a Vallettánál marad. 2007 végén több hónapig combsérüléssel küzdött. Éppen akkor tért vissza, amikor a csapat egyre jobban játszott, és 2000–01 óta az első címig vezette a Vallettát. A szezon során (2007 szeptemberében) elnyerte a hónap legjobb játékosa díjat, a 2007–08-as szezon végén pedig a Máltai Football Awards legjobb hazai játékosának választották.
A 2012–13-as szezon elején nevezték ki  Mark Miller mellé a Valletta asszisztensének. Később váltott, és a gozói Xewkija Tigers csapatában játszott, és segített megnyerni a Gozo Football League-t.

### Edzőként
A Xewkija Tigersnél eltöltött rövid idő után visszatért Vallettába, ahol ismét átvette a segédmenedzser helyét. Ebben a szerepkörben többször volt alkalma a vezetőedzőt helyettesíteni. 2019-ben Danilo Doncicot váltotta ügyvezető menedzsereként, és a klub megnyerte a bajnoki címet, miután legyőzte a Hibernianst a döntő mérkőzésen. 2020 decemberében visszatért klubjához, és Jesmond Zerafa lemondását követően ismét átvette a vezetőedző szerepét. Az év végén Tozé Mendes váltotta, így visszatért segédedzőnek.
2021 januárjában kinevezték a máltai U21-es labdarúgó-válogatott új vezetőedzőjévé.
Aguis pályafutása során először edzősködött Európán kívül. 2023. február 15-én  kinevezték ki az indonéz  Liga 1-es PSIS Semarang klub új vezetőedzőjévé.